# Ministerium für Wirtschaft Luxemburg
Das Wirtschaftsministerium (Ministre de l'Économie) ist zuständig für die Umsetzung der Wirtschaftspolitik der Luxemburger Regierung.

## Allgemeines

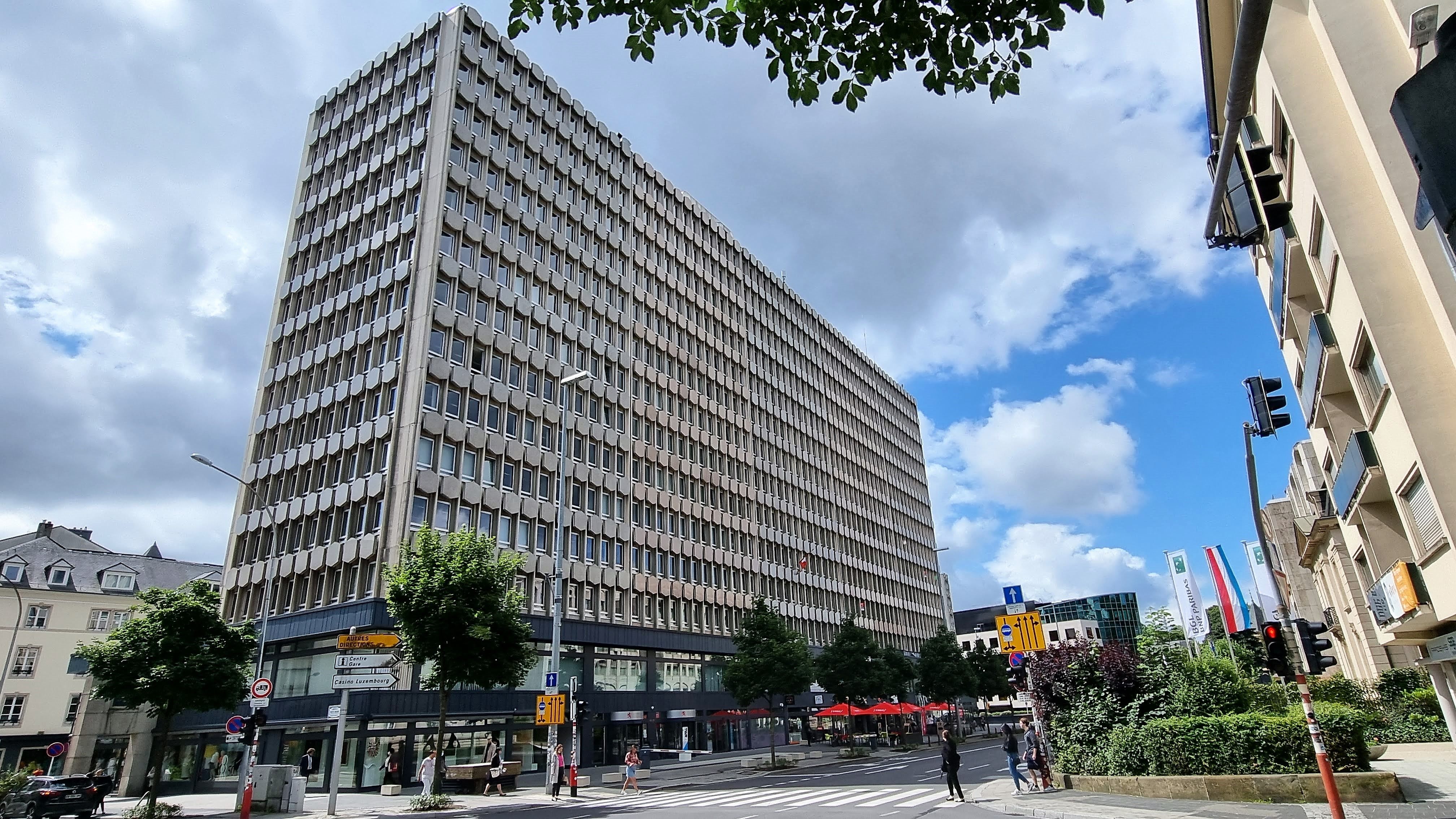
Forum Royal in der Oberstadt; Hauptsitz des Ministeriums

Das Ministerium ist neben der Zuständigkeit für allgemeine Wirtschaftspolitik (Wettbewerbsfähigkeit und Wachstum, Binnenmarkt, Industriepolitik, Diversifizierung) auch Kompetenzträger in Sachen Außenhandel, Wirtschaftsforschung sowie Raumfahrtpolitik (Nutzung Weltraumressourcen) und das internationale Seeflaggenrecht.
Sei einigen Jahren nicht mehr direkt zuständig ist es für Fragen betreffend den Mittelstand und den Tourismus sowie Landwirtschaft; hier existieren eigenständige Ministerien (siehe Liste der Ministerien).

## Kompetenz des Wirtschaftsministeriums
Die Kompetenzen und Verwaltungen des Wirtschaftsministeriums sind im großherzoglichen Beschluss vom 28. Mai 2019 festgelegt.
Dazu gehören u. a. die Detailthemen:
- laufendes Monitoring der Wettbewerbsfähigkeit,
- Beobachtung und Moderation der Preisentwicklung,
- Dritte industrielle Revolution,
- Handelsermächtigungen,
- Festsetzung der Ladenöffnungszeiten,
- Messen und professionelle Ausstellungen,

öffentliche Unternehmen unter Aufsicht des Ministeriums:
- Post Luxembourg,
- Luxtrust.
- Handelskammer,
- Technoport,
- Société nationale de crédit et d’investissement,
- Statec,

## Liste der Wirtschaftsminister
| Minister         | Minister          | Partei              | von                | bis               |
| ---------------- | ----------------- | ------------------- | ------------------ | ----------------- |
|                  | Antoine Wehenkel  | LSAP                | 15. Juli 1964      | 6. Februar 1969   |
|                  | Marcel Mart       | DP                  | 6. Februar 1969    | 15. Juni 1974     |
| 15. JunI 1974    | Marcel Mart       | DP                  | 16. September 1977 |                   |
|                  | Gaston Thorn      | DP                  | 16. September 1977 | 16. Juli 1979     |
| 16. Juli 1979    | Gaston Thorn      | DP                  | 22. November 1980  |                   |
|                  | Colette Flesch    | DP                  | 22. November 1980  | 20. Juli 1984     |
|                  | Jacques Poos      | LSAP                | 20. Juli 1984      | 14. Juli 1989     |
|                  | Robert Goebbels   | LSAP                | 14. Juli 1989      | 26. Januar 1995   |
| 26. Januar 1995  | Robert Goebbels   | LSAP                | 7. August 1999     |                   |
|                  | Henri Grethen     | DP                  | 7. August 1999     | 31. Juli 2004     |
|                  | Jeannot Krecké    | LSAP                | 31. Juli 2004      | 1. Februar 2012   |
|                  | Etienne Schneider | LSAP                | 1. Februar 2012    | 20. Oktober 2013  |
| 20. Oktober 2013 | Etienne Schneider | LSAP                | 4. Februar 2020    |                   |
|                  | Franz Fayot       | LSAP                | 4. Februar 2020    | 17. November 2023 |
|                  | Lex Delles        | Demokratesch Partei | 17. November 2023  | bis heute         |